# Iso Tahkosaari (ö i Södra Savolax)
Iso Tahkosaari är en ö i Finland. Den ligger i sjön Puruvesi och i kommunen Nyslott i  landskapet Södra Savolax, i den sydöstra delen av landet, 300 km nordost om huvudstaden Helsingfors. Öns area är 4 hektar och dess största längd är 300 meter i öst-västlig riktning.